# Salzregal
Das Salzregal ist das Hoheitsrecht der Salzgewinnung. Es gehörte im Mittelalter und der frühen Neuzeit zu den zunächst königlichen, später fürstlichen Regalien. Im historischen Kontext ähnelte seine Entwicklung dem des Bergregals. Heute wird der Begriff noch in der Schweiz verwendet.

## Historische Entwicklung
Die historische Entwicklung des Salzregals in der Zeit vor den römisch-deutschen Kaisern aus der Linie der Staufer ist zu weiten Teilen noch unklar. Die Salzgewinnung wurde historischen Belegen zufolge zumindest seit der Zeit nach der Völkerwanderung als Form der Bodennutzung durch den Grundeigentümer verstanden und die Solequellen wurden somit als Teil des Bodens (pars fundi) angesehen. Erste Anfänge des Salzregals sind im so genannten „Salzzehnt“, einer vom König erhobenen oder verliehenen Abgabe auf die Salzgewinnung erkennbar. Der Wandel von diesem bloßen Besteuerungsrecht zu einem Bewilligungsrecht in Form eines Regals fand im Zuge des ab dem 11. Jahrhundert entstehenden königlichen Rechtes an Bodenschätzen statt, wodurch auch das Salz vom Grundeigentum getrennt und somit herrenlos wurde, so dass es zu dessen Gewinnung nun einer Bewilligung bedurfte. Im Jahr 1158 wird das Salzregal in die Ronkalischen Gesetze aufgenommen.
Somit wandelte sich die anfangs noch privatwirtschaftlich betriebene Salzherstellung im mittelalterlichen Heiligen Römischen Reich zunächst zu einer königlichen und ab dem 13. Jahrhundert zu einer zunehmend territorialfürstlichen Regalie, als das Salzregal durch Verleihung oder Usurpation an die Landesfürsten überging. Könige oder Fürsten vergaben das Produktionsrecht zunächst meist an genossenschaftliche Zusammenschlüsse, die sogenannte Pfännerschaft, ehe die Landesherren am Ende des Mittelalters begannen, die Produktion in die eigene Hand zu bekommen, wo sie meist von entscheidender wirtschaftlicher Bedeutung war. Angehörige der mit Regalien verbundenen Salzherstellung stiegen relativ häufig in das Patriziat (zum Beispiel die Erbsälzer in Werl) mittelalterlicher Städte auf.
Allmählich führte die landesherrliche Kontrolle der Salzgewinnung zu einer weitgehenden Staatsaufsicht und teilweise sogar zu staatlichen Monopolen wie dem fiskalischen Salzerzeugungsrecht in Bayern und Österreich oder zum Salzhandelsmonopol in Preußen (Bsp.: Salzmonopol der Stadt Lüneburg vom 12. bis über das 15. Jahrhundert hinaus für Norddeutschland und die Ostseeanrainer). In Österreich-Ungarn gab es für die Verwaltung des Monopols eigene Salzämter.
Als im 19. Jahrhundert die Möglichkeit zum Erbohren von Salzlagern bestand, wurde durch die neuen Berggesetze das Salzhandelsmonopol zugunsten einer der Bergbaufreiheit entsprechenden Schürffreiheit nach Salzen sowie des freien Salzhandels abgeschafft, beispielsweise in Österreich 1829, in Luxemburg 1867 und in Preußen sowie Bayern 1868. Im 20. Jahrhundert wurde wieder ein staatlicher Vorbehalt über die Solquellen und Salzlager eingeführt, der Salzhandel jedoch blieb frei.

## Heutige Regelung

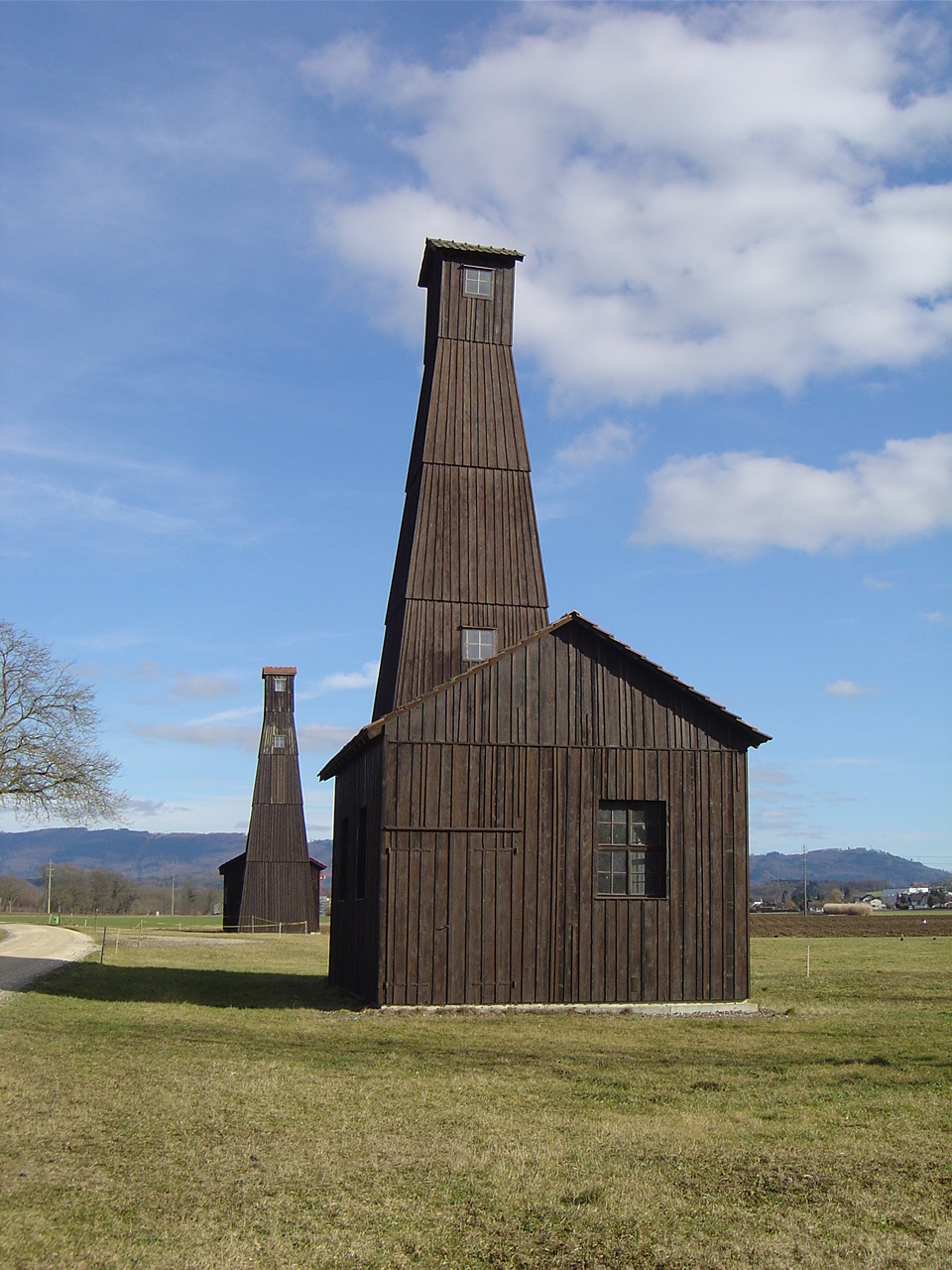
Bohrturm bei Rheinfelden

In der Bundesrepublik Deutschland ist der Salzhandel frei. Für die Salzgewinnung gelten hingegen die Bestimmungen des 1982 in Kraft getretenen Bundesberggesetzes, welches von den Bundesländern mit Hilfe ihrer Landesbergbehörden ausgeführt wird.
In Österreich ist der Salzhandel frei. Es existiert jedoch ein staatliches Monopol für das Aufsuchen und Gewinnen von Steinsalz, welches dem Bund zukommt.
In der Schweiz existiert das Salzregal immer noch; Innehaber sind die Kantone. Nach § 1 des Salzgesetzes des Kantons Zürich beispielsweise sind „[d]ie Einfuhr und der Verkauf von Salz sowie Salzgemischen mit einem Gehalt von 30 % oder mehr an Natriumchlorid und Sole […] kantonales Regal“. Alle Kantone haben das Salzregal im Rahmen eines Konkordats an die Schweizer Salinen abgetreten. Im März 2005 gab es politische Bestrebungen, das Salzmonopol abzuschaffen, die jedoch im Sand verliefen. Der Bund könnte eine Abschaffung mit einer Umformulierung von Artikel Art. 94 der Bundesverfassung erreichen; die Kantone könnten aber auch von sich aus auf das Monopol verzichten.